# Stephen Harper
Stephen Harper (Toronto, 1959. április 30. – ) kanadai konzervatív politikus, közgazdász, vállalkozó, az ország 22. miniszterelnöke. Jelenleg az International Democracy Union elnöke.

## Hivatali szerepei

### Kanada 22. miniszterelnöke
- Hivatali idő: 2006. február 6. - 2015. november 4.
- Államfő: II. Erzsébet
- Előd: Paul Martin

### Az ellenzék vezetője
- Hivatali idő: 2004. március 20. - 2006. február 6.
- Államfő: II. Erzsébet
- Előd: Grant Hill
- Utód: Bill Graham

### A kanadai parlament tagja
- Hivatali idő: 2002. június 28. -
- Előd: Preston Manning

## Fordítás
- Ez a szócikk részben vagy egészben  a   Stephen Harper című angol Wikipédia-szócikk fordításán alapul.  Az eredeti cikk szerkesztőit annak laptörténete sorolja fel. Ez a jelzés csupán a megfogalmazás eredetét és a szerzői jogokat jelzi, nem szolgál a cikkben szereplő információk forrásmegjelöléseként.